# Seznam avstralskih skladateljev
Seznam avstralskih skladateljev.

## A
- Stephen Adams
- Roy Agnew
- John Antill

## B
- Tony Backhouse
- Ros Bandt
- Don Banks
- Anne Boyd
- Brenton Broadstock
- Colin Brumby
- Nigel Butterley
- Andrew Byrne

## C
- Ann Carr-Boyd
- Tristram Cary
- Richard Charlton
- David Chesworth
- Judith Clingan
- Barry Conyngham
- Ian Cresswell

## D
- Robert Davidson
- Brett Dean
- Matthew Dewey

## E
- Ross Edwards

## F
- Andrew Ford
- Jennifer Fowler

## G
- Ann Ghandar
- Peggy Glanville-Hicks
- Eugene Goossens
- Percy Grainger
- Ron Grainer
- Elliott Gyger

## H
- Graham Hair
- Fritz Bennicke Hart
- Ross Hazeldine
- Moya Henderson
- Laurence Henry Hicks
- Alfred Hill
- Mirrie Hill
- Matthew Hindson
- Wendy Hiscocks
- Dulcie Holland
- Keith Humble
- Miriam Hyde

## J
- Anthony Linden Jones

## K
- Dominik Karski
- Elena Kats-Chernin
- Gordon Kerry
- Julian Knowles
- Graeme Koehne
- Bozidar Kos (Božidar Kos)
- Constantine Koukias

## L
- Georges Lentz
- Liza Lim

## M
- Raffaele Marcellino
- Peter Dodds McCormick
- Richard Meale

## N
- Ron Nagorcka

## P
- James Penberthy
- Barrington Pheloung

## R
- Alistair Riddell

## S
- Peter Sculthorpe
- Larry Sitsky
- Roger Smalley
- Michael Smetanin
- Colin Spiers
- Paul Stanhope
- Margaret Sutherland
- Thanapoom Sirichang

## V
- Carl Vine

## W
- Martin Wesley-Smith
- Nigel Westlake
- Gillian Whitehead
- Lara de Wit
- David Worrall

## Y
- Julian Jing Jun Yu